# Villavicencio
Villavicencio è un comune della Colombia, capoluogo del dipartimento di Meta.
Si trova sulle rive del fiume Guatiquía circa 75 km a sud-est di Bogotà.
È il più importante centro commerciale degli Llanos Orientales. Il suo clima è molto caldo e umido, con temperature medie di 27 °C.